# San Nicola in Arcione
San Nicola in Arcione var en kyrkobyggnad i Rom, helgad åt Nikolaus av Myra. Kyrkan var belägen i Rione Trevi, i hörnet av Via in Arcione och Vicolo del Gallinaccio. Arcione syftar på släkten Arcioni, som ägde fastigheter i detta område.

## Kyrkans historia
Kyrkan nämns i ett dokument från 1163. Påve Pius IV (1559–1565) gav den 1560 åt Servitorden. 1616 var kyrkobyggnaden så pass nedgången, att man rev den och byggde en ny. Påve Innocentius XI (1676–1689) lät restaurera kyrkan. Under 1700-talet byggdes kyrkan om efter ritningar av arkitekten Girolamo Theodoli. I början av nämnda sekel lät ett av församlingens brödraskap, Confraternita del Santissimo Sacramento in Arcione, uppföra ett oratorium — Oratorio del Santissimo Crocifisso Agonizzante in Arcione. Oratoriet förstördes dock i en brand 1740.
1827 överläts kyrkan åt Arciconfraternita di Gesù Giuseppe e Maria delle Anime Purganti, ett brödraskap som hade till huvuduppgift att bedja för själarna i skärselden.
Kyrkans fasad bar inskriptionen: ARCHICONF JESU MARIA ET JOSEPH.
1900 exproprierades området, i vilket kyrkan var belägen, av Roms kommun för en omstrukturering av gatunätet och uppförande av trafiktunneln Traforo Umberto I under Quirinalen. Tunneln byggdes mellan åren 1902 och 1905 för att skapa en förbindelse mellan Via Nazionale och Via del Tritone. San Nicola in Arcione revs 1906.

## Konstverk i urval
- Giuseppe Passeri: Den helige Nikolaus förhärligande
- Pietro Sigismondi: Kristus och Jungfru Maria med de heliga Nikolaus och Filippo Benizi
- Cavalier d'Arpino: Den helige Franciskus i vildmarken
- Carlo Maratta: Kristi dop
- Giuseppe Tommasi: Den salige Gioacchino Piccolomini
- Luigi Gentili: Den helige Laurentius
- Cosimo Fancelli: Kristus-byst

## Nollis Rom-karta

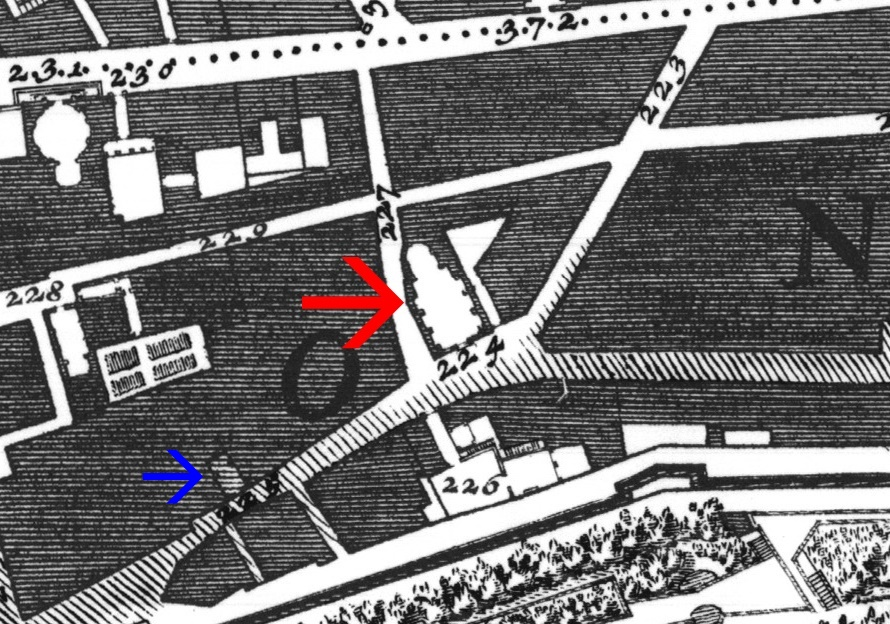
San Nicola in Arcione (nummer 224 vid den röda pilen) på Giovanni Battista Nollis Rom-karta från 1748. Nummer 225 (vid den blå pilen) anger Oratorio del Santissimo Crocifisso Agonizzante in Arcione.